# ウィスコンシン州の都市圏の一覧

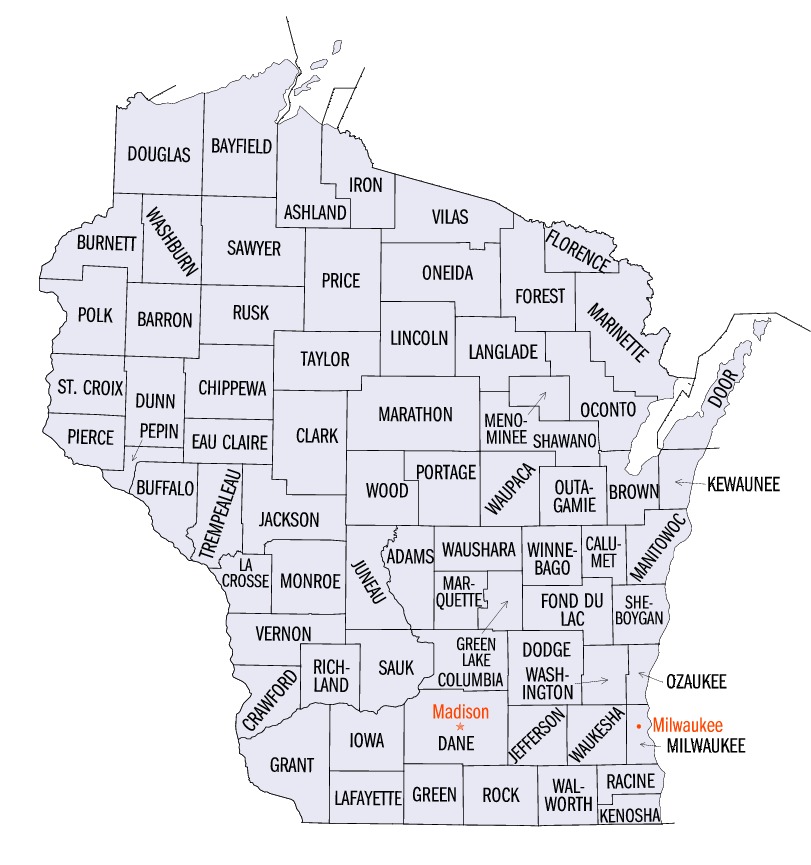
ウィスコンシン州の72郡を示す地図

本項目はウィスコンシン州の都市圏の一覧（ウィスコンシンしゅうのとしけんのいちらん）である。
アメリカ合衆国国勢調査局は、ウィスコンシン州に合同統計地域（CSA/広域都市圏）11ヶ所、大都市統計地域（MSA/都市圏）15ヶ所、および小都市統計地域（μSA/小都市圏）14ヶ所を定義している。下表には、左列より以下の情報を示す。
- 合同統計地域（定義されている場合）の名称
- 合同統計地域の人口
- コアベース統計地域（大都市統計地域および小都市統計地域）の名称
- コアベース統計地域の人口
- 各統計地域に含まれる郡の名称
- 各統計地域に含まれる郡の人口

なお、下表においては、ウィスコンシン州と他州にまたがる合同統計地域およびコアベース統計地域については、名称と統計地域の総人口を青緑色で、ウィスコンシン州内の人口を黒色でそれぞれ示す。また、他州のコアベース統計地域および郡については、その名称と人口を緑色でそれぞれ示す。
下表における人口の数値はすべて2020年に行われた国勢調査時のものである。また、合同統計地域、コアベース統計地域（大都市統計地域・小都市統計地域）のいずれも、2023年7月21日時点での定義に従う。
| 合同統計地域                                                         | 人口              | コアベース統計地域                                 | 人口              | 郡                         | 人口      |
| -------------------------------------------------------------------- | ----------------- | -------------------------------------------------- | ----------------- | -------------------------- | --------- |
| ミルウォーキー・ラシーン・ウォキショー広域都市圏                     | 2,053,232         | ミルウォーキー・ウォキショー都市圏                 | 1,574,731         | ミルウォーキー郡           | 939,489   |
| ミルウォーキー・ラシーン・ウォキショー広域都市圏                     | 2,053,232         | ミルウォーキー・ウォキショー都市圏                 | 1,574,731         | ウォキショー郡             | 406,978   |
| ミルウォーキー・ラシーン・ウォキショー広域都市圏                     | 2,053,232         | ミルウォーキー・ウォキショー都市圏                 | 1,574,731         | ワシントン郡               | 136,761   |
| ミルウォーキー・ラシーン・ウォキショー広域都市圏                     | 2,053,232         | ミルウォーキー・ウォキショー都市圏                 | 1,574,731         | オゾーキー郡               | 91,503    |
| ミルウォーキー・ラシーン・ウォキショー広域都市圏                     | 2,053,232         | ラシーン・マウントプレザント都市圏                 | 197,727           | ラシーン郡                 | 197,727   |
| ミルウォーキー・ラシーン・ウォキショー広域都市圏                     | 2,053,232         | ホワイトウォーター・エルクホーン小都市圏           | 106,478           | ウォルワース郡             | 106,478   |
| ミルウォーキー・ラシーン・ウォキショー広域都市圏                     | 2,053,232         | ビーバーダム小都市圏                               | 89,396            | ドッジ郡                   | 89,396    |
| ミルウォーキー・ラシーン・ウォキショー広域都市圏                     | 2,053,232         | ウォータータウン・フォートアトキンソン小都市圏     | 84,900            | ジェファーソン郡           | 84,900    |
| マディソン・ジェーンズビル・ベロイト広域都市圏                       | 910,246           | マディソン都市圏                                   | 680,796           | デイン郡                   | 561,504   |
| マディソン・ジェーンズビル・ベロイト広域都市圏                       | 910,246           | マディソン都市圏                                   | 680,796           | コロンビア郡               | 58,490    |
| マディソン・ジェーンズビル・ベロイト広域都市圏                       | 910,246           | マディソン都市圏                                   | 680,796           | グリーン郡                 | 37,093    |
| マディソン・ジェーンズビル・ベロイト広域都市圏                       | 910,246           | マディソン都市圏                                   | 680,796           | アイオワ郡                 | 23,709    |
| マディソン・ジェーンズビル・ベロイト広域都市圏                       | 910,246           | ジェーンズビル・ベロイト都市圏                     | 163,687           | ロック郡                   | 163,687   |
| マディソン・ジェーンズビル・ベロイト広域都市圏                       | 910,246           | バラブー小都市圏                                   | 65,763            | ソーク郡                   | 65,763    |
| アップルトン・オシュコシュ・ニーナ広域都市圏                         | 414,877           | アップルトン都市圏                                 | 243,147           | アウタガミ郡               | 190,705   |
| アップルトン・オシュコシュ・ニーナ広域都市圏                         | 414,877           | アップルトン都市圏                                 | 243,147           | カルメット郡               | 52,442    |
| アップルトン・オシュコシュ・ニーナ広域都市圏                         | 414,877           | オシュコシュ・ニーナ都市圏                         | 171,730           | ウィネベーゴ郡             | 171,730   |
| グリーンベイ・ショーノー広域都市圏                                   | 373,404           | グリーンベイ都市圏                                 | 328,268           | ブラウン郡                 | 268,740   |
| グリーンベイ・ショーノー広域都市圏                                   | 373,404           | グリーンベイ都市圏                                 | 328,268           | オコント郡                 | 38,965    |
| グリーンベイ・ショーノー広域都市圏                                   | 373,404           | グリーンベイ都市圏                                 | 328,268           | ケワニー郡                 | 20,563    |
| グリーンベイ・ショーノー広域都市圏                                   | 373,404           | ショーノー小都市圏                                 | 45,136            | ショーノー郡               | 40,881    |
| グリーンベイ・ショーノー広域都市圏                                   | 373,404           | ショーノー小都市圏                                 | 45,136            | メノミニー郡               | 4,255     |
| ウォーソー・スティーブンズポイント・ウィスコンシンラピッズ広域都市圏 | 282,597           | ウォーソー都市圏                                   | 138,013           | マラソン郡                 | 138,013   |
| ウォーソー・スティーブンズポイント・ウィスコンシンラピッズ広域都市圏 | 282,597           | ウィスコンシンラピッズ・マーシュフィールド小都市圏 | 74,207            | ウッド郡                   | 74,207    |
| ウォーソー・スティーブンズポイント・ウィスコンシンラピッズ広域都市圏 | 282,597           | スティーブンズポイント・プローバー小都市圏         | 70,377            | ポーテージ郡               | 70,377    |
| オークレア・メノミニー広域都市圏                                     | 217,447           | オークレア都市圏                                   | 172,007           | オークレア郡               | 105,710   |
| オークレア・メノミニー広域都市圏                                     | 217,447           | オークレア都市圏                                   | 172,007           | チッペワ郡                 | 66,297    |
| オークレア・メノミニー広域都市圏                                     | 217,447           | メノミニー小都市圏                                 | 45,440            | ダン郡                     | 45,440    |
| ラクロス・オナラスカ・スパルタ都市圏                                 | 216,615 197,772   | ラクロス・オナラスカ都市圏                         | 170,341 151,498   | ラクロス郡                 | 120,784   |
| ラクロス・オナラスカ・スパルタ都市圏                                 | 216,615 197,772   | ラクロス・オナラスカ都市圏                         | 170,341 151,498   | バーノン郡                 | 30,714    |
| ラクロス・オナラスカ・スパルタ都市圏                                 | 216,615 197,772   | ラクロス・オナラスカ都市圏                         | 170,341 151,498   | ミネソタ州ヒューストン郡   | 18,843    |
| ラクロス・オナラスカ・スパルタ都市圏                                 | 216,615 197,772   | スパルタ小都市圏                                   | 46,274            | モンロー郡                 | 46,274    |
| シカゴ・ネイパービル広域都市圏                                       | 9,986,960 169,151 | シカゴ・ネイパービル・エルジン都市圏               | 9,449,351         | イリノイ州クック郡         | 5,275,541 |
| シカゴ・ネイパービル広域都市圏                                       | 9,986,960 169,151 | シカゴ・ネイパービル・エルジン都市圏               | 9,449,351         | イリノイ州デュページ郡     | 932,877   |
| シカゴ・ネイパービル広域都市圏                                       | 9,986,960 169,151 | シカゴ・ネイパービル・エルジン都市圏               | 9,449,351         | イリノイ州レイク郡         | 714,342   |
| シカゴ・ネイパービル広域都市圏                                       | 9,986,960 169,151 | シカゴ・ネイパービル・エルジン都市圏               | 9,449,351         | イリノイ州ウィル郡         | 696,355   |
| シカゴ・ネイパービル広域都市圏                                       | 9,986,960 169,151 | シカゴ・ネイパービル・エルジン都市圏               | 9,449,351         | イリノイ州ケーン郡         | 516,522   |
| シカゴ・ネイパービル広域都市圏                                       | 9,986,960 169,151 | シカゴ・ネイパービル・エルジン都市圏               | 9,449,351         | インディアナ州レイク郡     | 498,700   |
| シカゴ・ネイパービル広域都市圏                                       | 9,986,960 169,151 | シカゴ・ネイパービル・エルジン都市圏               | 9,449,351         | イリノイ州マクヘンリー郡   | 310,229   |
| シカゴ・ネイパービル広域都市圏                                       | 9,986,960 169,151 | シカゴ・ネイパービル・エルジン都市圏               | 9,449,351         | インディアナ州ポーター郡   | 173,215   |
| シカゴ・ネイパービル広域都市圏                                       | 9,986,960 169,151 | シカゴ・ネイパービル・エルジン都市圏               | 9,449,351         | イリノイ州ケンドール郡     | 131,869   |
| シカゴ・ネイパービル広域都市圏                                       | 9,986,960 169,151 | シカゴ・ネイパービル・エルジン都市圏               | 9,449,351         | イリノイ州ディカーブ郡     | 100,420   |
| シカゴ・ネイパービル広域都市圏                                       | 9,986,960 169,151 | シカゴ・ネイパービル・エルジン都市圏               | 9,449,351         | イリノイ州グランディ郡     | 52,533    |
| シカゴ・ネイパービル広域都市圏                                       | 9,986,960 169,151 | シカゴ・ネイパービル・エルジン都市圏               | 9,449,351         | インディアナ州ジャスパー郡 | 32,918    |
| シカゴ・ネイパービル広域都市圏                                       | 9,986,960 169,151 | シカゴ・ネイパービル・エルジン都市圏               | 9,449,351         | インディアナ州ニュートン郡 | 13,830    |
| シカゴ・ネイパービル広域都市圏                                       | 9,986,960 169,151 | ケノーシャ都市圏                                   | 169,151           | ケノーシャ郡               | 169,151   |
| シカゴ・ネイパービル広域都市圏                                       | 9,986,960 169,151 | オタワ小都市圏                                     | 148,539           | イリノイ州ラサール郡       | 109,658   |
| シカゴ・ネイパービル広域都市圏                                       | 9,986,960 169,151 | オタワ小都市圏                                     | 148,539           | イリノイ州ビュロー郡       | 33,244    |
| シカゴ・ネイパービル広域都市圏                                       | 9,986,960 169,151 | オタワ小都市圏                                     | 148,539           | イリノイ州パットナム郡     | 5,637     |
| シカゴ・ネイパービル広域都市圏                                       | 9,986,960 169,151 | ミシガンシティ・ラポート都市圏                     | 112,417           | インディアナ州ラポート郡   | 112,417   |
| シカゴ・ネイパービル広域都市圏                                       | 9,986,960 169,151 | カンカキー都市圏                                   | 107,502           | イリノイ州カンカキー郡     | 107,502   |
| ミネアポリス・セントポール広域都市圏                                 | 4,078,788 135,748 | ミネアポリス・セントポール・ブルーミントン都市圏   | 3,690,261 135,748 | ミネソタ州ヘネピン郡       | 1,281,565 |
| ミネアポリス・セントポール広域都市圏                                 | 4,078,788 135,748 | ミネアポリス・セントポール・ブルーミントン都市圏   | 3,690,261 135,748 | ミネソタ州ラムゼイ郡       | 552,352   |
| ミネアポリス・セントポール広域都市圏                                 | 4,078,788 135,748 | ミネアポリス・セントポール・ブルーミントン都市圏   | 3,690,261 135,748 | ミネソタ州ダコタ郡         | 439,882   |
| ミネアポリス・セントポール広域都市圏                                 | 4,078,788 135,748 | ミネアポリス・セントポール・ブルーミントン都市圏   | 3,690,261 135,748 | ミネソタ州アノーカ郡       | 363,887   |
| ミネアポリス・セントポール広域都市圏                                 | 4,078,788 135,748 | ミネアポリス・セントポール・ブルーミントン都市圏   | 3,690,261 135,748 | ミネソタ州ワシントン郡     | 267,568   |
| ミネアポリス・セントポール広域都市圏                                 | 4,078,788 135,748 | ミネアポリス・セントポール・ブルーミントン都市圏   | 3,690,261 135,748 | ミネソタ州スコット郡       | 150,928   |
| ミネアポリス・セントポール広域都市圏                                 | 4,078,788 135,748 | ミネアポリス・セントポール・ブルーミントン都市圏   | 3,690,261 135,748 | ミネソタ州ライト郡         | 141,337   |
| ミネアポリス・セントポール広域都市圏                                 | 4,078,788 135,748 | ミネアポリス・セントポール・ブルーミントン都市圏   | 3,690,261 135,748 | ミネソタ州カーバー郡       | 106,922   |
| ミネアポリス・セントポール広域都市圏                                 | 4,078,788 135,748 | ミネアポリス・セントポール・ブルーミントン都市圏   | 3,690,261 135,748 | ミネソタ州シャーバーン郡   | 97,183    |
| ミネアポリス・セントポール広域都市圏                                 | 4,078,788 135,748 | ミネアポリス・セントポール・ブルーミントン都市圏   | 3,690,261 135,748 | セントクロワ郡             | 93,536    |
| ミネアポリス・セントポール広域都市圏                                 | 4,078,788 135,748 | ミネアポリス・セントポール・ブルーミントン都市圏   | 3,690,261 135,748 | ミネソタ州シサゴ郡         | 56,621    |
| ミネアポリス・セントポール広域都市圏                                 | 4,078,788 135,748 | ミネアポリス・セントポール・ブルーミントン都市圏   | 3,690,261 135,748 | ピアース郡                 | 42,212    |
| ミネアポリス・セントポール広域都市圏                                 | 4,078,788 135,748 | ミネアポリス・セントポール・ブルーミントン都市圏   | 3,690,261 135,748 | ミネソタ州アイサンティ郡   | 41,135    |
| ミネアポリス・セントポール広域都市圏                                 | 4,078,788 135,748 | ミネアポリス・セントポール・ブルーミントン都市圏   | 3,690,261 135,748 | ミネソタ州ルシュール郡     | 28,674    |
| ミネアポリス・セントポール広域都市圏                                 | 4,078,788 135,748 | ミネアポリス・セントポール・ブルーミントン都市圏   | 3,690,261 135,748 | ミネソタ州ミルラクス郡     | 26,459    |
| ミネアポリス・セントポール広域都市圏                                 | 4,078,788 135,748 | セントクラウド都市圏                               | 199,671           | ミネソタ州スターンズ郡     | 158,292   |
| ミネアポリス・セントポール広域都市圏                                 | 4,078,788 135,748 | セントクラウド都市圏                               | 199,671           | ミネソタ州ベントン郡       | 41,379    |
| ミネアポリス・セントポール広域都市圏                                 | 4,078,788 135,748 | フェアリボー・ノースフィールド小都市圏             | 67,097            | ミネソタ州ライス郡         | 67,097    |
| ミネアポリス・セントポール広域都市圏                                 | 4,078,788 135,748 | レッドウィング小都市圏                             | 47,582            | ミネソタ州グッドヒュー郡   | 47,582    |
| ミネアポリス・セントポール広域都市圏                                 | 4,078,788 135,748 | オワットナ小都市圏                                 | 37,406            | ミネソタ州スティール郡     | 37,406    |
| ミネアポリス・セントポール広域都市圏                                 | 4,078,788 135,748 | ハッチンソン小都市圏                               | 36,771            | ミネソタ州マックロード郡   | 36,771    |
|                                                                      |                   | シボイガン都市圏                                   | 118,034           | シボイガン郡               | 118,034   |
|                                                                      |                   | フォンデュラク都市圏                               | 104,154           | フォンデュラク郡           | 104,154   |
|                                                                      |                   | マニトワック小都市圏                               | 81,359            | マニトワック郡             | 81,359    |
|                                                                      |                   | プラットビル小都市圏                               | 51,938            | グラント郡                 | 51,938    |
|                                                                      |                   | ライスレイク小都市圏                               | 46,711            | バロン郡                   | 46,711    |
| マリネット・アイアンマウンテン広域都市圏                             | 95,879 46,430     | マリネット小都市圏                                 | 65,374 41,872     | マリネット郡               | 41,872    |
| マリネット・アイアンマウンテン広域都市圏                             | 95,879 46,430     | マリネット小都市圏                                 | 65,374 41,872     | ミシガン州メノミニー郡     | 23,502    |
| マリネット・アイアンマウンテン広域都市圏                             | 95,879 46,430     | アイアンマウンテン小都市圏                         | 30,505 4,558      | ミシガン州ディキンソン郡   | 25,947    |
| マリネット・アイアンマウンテン広域都市圏                             | 95,879 46,430     | アイアンマウンテン小都市圏                         | 30,505 4,558      | フローレンス郡             | 4,558     |
| ダルース・グランドラピッズ広域都市圏                                 | 325,747 44,295    | ダルース都市圏                                     | 280,733 44,295    | ミネソタ州セントルイス郡   | 200,231   |
| ダルース・グランドラピッズ広域都市圏                                 | 325,747 44,295    | ダルース都市圏                                     | 280,733 44,295    | ダグラス郡                 | 44,295    |
| ダルース・グランドラピッズ広域都市圏                                 | 325,747 44,295    | ダルース都市圏                                     | 280,733 44,295    | ミネソタ州カールトン郡     | 36,207    |
| ダルース・グランドラピッズ広域都市圏                                 | 325,747 44,295    | グランドラピッズ小都市圏                           | 45,014            | ミネソタ州イタスカ郡       | 45,014    |
| （設定無し）                                                         | （設定無し）      | （設定無し）                                       | （設定無し）      | ワウパカ郡                 | 51,812    |
| （設定無し）                                                         | （設定無し）      | （設定無し）                                       | （設定無し）      | ポーク郡                   | 44,977    |
| （設定無し）                                                         | （設定無し）      | （設定無し）                                       | （設定無し）      | オナイダ郡                 | 37,845    |
| （設定無し）                                                         | （設定無し）      | （設定無し）                                       | （設定無し）      | クラーク郡                 | 34,659    |
| （設定無し）                                                         | （設定無し）      | （設定無し）                                       | （設定無し）      | トレムピーロー郡           | 30,760    |
| （設定無し）                                                         | （設定無し）      | （設定無し）                                       | （設定無し）      | ドア郡                     | 30,066    |
| （設定無し）                                                         | （設定無し）      | （設定無し）                                       | （設定無し）      | リンカーン郡               | 28,415    |
| （設定無し）                                                         | （設定無し）      | （設定無し）                                       | （設定無し）      | ジュノー郡                 | 26,718    |
| （設定無し）                                                         | （設定無し）      | （設定無し）                                       | （設定無し）      | ワウシャラ郡               | 24,520    |
| （設定無し）                                                         | （設定無し）      | （設定無し）                                       | （設定無し）      | ビラス郡                   | 23,047    |
| （設定無し）                                                         | （設定無し）      | （設定無し）                                       | （設定無し）      | ジャクソン郡               | 21,145    |
| （設定無し）                                                         | （設定無し）      | （設定無し）                                       | （設定無し）      | アダムズ郡                 | 20,654    |
| （設定無し）                                                         | （設定無し）      | （設定無し）                                       | （設定無し）      | テイラー郡                 | 19,913    |
| （設定無し）                                                         | （設定無し）      | （設定無し）                                       | （設定無し）      | ラングレード郡             | 19,491    |
| （設定無し）                                                         | （設定無し）      | （設定無し）                                       | （設定無し）      | グリーンレイク郡           | 19,018    |
| （設定無し）                                                         | （設定無し）      | （設定無し）                                       | （設定無し）      | ソーヤー郡                 | 18,074    |
| （設定無し）                                                         | （設定無し）      | （設定無し）                                       | （設定無し）      | リッチランド郡             | 17,304    |
| （設定無し）                                                         | （設定無し）      | （設定無し）                                       | （設定無し）      | ウォシュバーン郡           | 16,623    |
| （設定無し）                                                         | （設定無し）      | （設定無し）                                       | （設定無し）      | ラファイエット郡           | 16,611    |
| （設定無し）                                                         | （設定無し）      | （設定無し）                                       | （設定無し）      | バーネット郡               | 16,526    |
| （設定無し）                                                         | （設定無し）      | （設定無し）                                       | （設定無し）      | ベイフィールド郡           | 16,220    |
| （設定無し）                                                         | （設定無し）      | （設定無し）                                       | （設定無し）      | クロフォード郡             | 16,113    |
| （設定無し）                                                         | （設定無し）      | （設定無し）                                       | （設定無し）      | アシュランド郡             | 16,027    |
| （設定無し）                                                         | （設定無し）      | （設定無し）                                       | （設定無し）      | マーケット郡               | 15,592    |
| （設定無し）                                                         | （設定無し）      | （設定無し）                                       | （設定無し）      | ラスク郡                   | 14,188    |
| （設定無し）                                                         | （設定無し）      | （設定無し）                                       | （設定無し）      | プライス郡                 | 14,054    |
| （設定無し）                                                         | （設定無し）      | （設定無し）                                       | （設定無し）      | バッファロー郡             | 13,317    |
| （設定無し）                                                         | （設定無し）      | （設定無し）                                       | （設定無し）      | フォレスト郡               | 9,179     |
| （設定無し）                                                         | （設定無し）      | （設定無し）                                       | （設定無し）      | ペピン郡                   | 7,318     |
| （設定無し）                                                         | （設定無し）      | （設定無し）                                       | （設定無し）      | アイアン郡                 | 6,137     |

## 註
1. ↑  QuickFacts. U.S. Census Bureau. 2020年.
2. ↑  OMB Bulletin No. 23-01, Revised Delineations of Metropolitan Statistical Areas, Micropolitan Statistical Areas, and Combined Statistical Areas, and Guidance on Uses of the Delineations of These Areas. Office of Management and Budget. 2023年7月21日.